# Pseudhipparion
Pseudhipparion — викопний рід трипалих коней, ендемічних для Північної Америки в міоцені. Вони паслися на рослинах C3. Скам'янілості, знайдені в Джорджії та Флориді, показують, що це був легкий кінь, вагою до 40 кілограмів. У 2005 році скам'янілості були знайдені в Оклахомі. Сім видів Pseudhipparion відомі з літопису скам'янілостей, які були дуже малими, відповідно до правила Бергмана.